# Treinongeval bij Buizingen
Het treinongeval bij Buizingen is een spoorwegongeval op spoorlijn 96 (Brussel - Quévy) waarbij de P-trein E3678 van Leuven naar 's-Gravenbrakel de IC-trein E1707 van Quiévrain naar Luik in de flank aanreed. Het ongeval vond plaats op maandag 15 februari 2010 om 08:28 uur nabij Buizingen, een deelgemeente van Halle (Vlaams-Brabant). De treinbestuurder van een derde trein, die op een parallel spoor reed, zag alles gebeuren en kon tijdig een noodremming maken. Bij de ramp vielen er 19 doden en 171 gewonden te betreuren, waarmee ze behoort tot de dodelijkste uit de geschiedenis van de Belgische spoorwegen.
Er kwamen een parlementair onderzoek, een veiligheidsonderzoek en een gerechtelijk onderzoek naar de ramp. De oorzaak van het ongeval zou een menselijke fout zijn geweest van de bestuurder van de trein uit Leuven, die een gesloten sein zou voorbijgereden zijn. Hoewel de treinbestuurder dit altijd bleef ontkennen, wees zowel het veiligheids- als het gerechtelijk onderzoek het tegendeel aan. Een andere factor was dat de trein die het gesloten sein voorbijreed niet uitgerust was met TBL 1+. Was dit wel het geval geweest, dan had het ongeval mogelijk kunnen voorkomen worden. Na een gerechtelijk onderzoek dat jaren duurde, werden in 2019 zowel de bestuurder van de trein uit Leuven, de NMBS en Infrabel schuldig verklaard door de politierechtbank voor het ongeval.
De ramp leidde tevens tot de versnelde uitrol van TBL 1+ over het hele Belgische spoorwegnet. Sinds november 2016 zijn de laatste treinen op het Belgische spoorwegnet uitgerust met TBL 1+ en sinds december 2016 mag een trein zonder TBL 1+ niet meer in België rijden.

## Botsing
De dag van de ramp lag er sneeuw. De trein uit Leuven reed die dag volgens de voorziene dienstregeling naar 's-Gravenbrakel, in de normale rijrichting van zijn spoor. Om 08:16 uur passeerde hij een dubbel geel sein op ongeveer een halve kilometer voor de stopplaats Buizingen; de volgende halte van de trein. Het seinbeeld "dubbel geel" wijst erop dat het volgende stopsein gesloten is, geopend in kleine beweging, of er geen controle is op de gesloten stand. De toenmalige besturingsregels schreven enkel voor dat de treinbestuurder gestopt moest geraken voor het aangekondigde gesloten sein. Dat sein lag enkele honderden meters voorbij de stopplaats Buizingen. De bestuurder moest aangeven dat hij het dubbel gele sein gezien had, anders zou de trein automatisch remmen. Om 08:26 uur stopte de trein in Buizingen en om 08:27 uur vertrok hij weer verder naar Halle, waarbij hij het desbetreffende sein voorbij reed met een snelheid van ongeveer 60 km/h en verder bleef versnellen. Het is zo goed als zeker dat dit sein op rood stond. Het gong-fluitsysteem waarmee de trein uitgerust was legt enkel een noodremming op wanneer de treinbestuurder niet tijdig bevestigt dat hij een beperkend seinbeeld ontmoet. Het detecteert geen doorrit aan een sein in gesloten stand, en legt dus ook geen automatische noodremming op.
De trein uit Quiévrain reed die dag met een vertraging van tien minuten, eveneens in de normale rijrichting van zijn spoor. Na het verlaten van het station van Halle passeerde hij een geel-groen verticaal sein en vertraagde tot een snelheid van 80 km/h; daarna passeerde hij een dubbel geel sein en vertraagde tot ongeveer 40 km/h. Om 08:26 uur leidde de seingever van het seinhuis van Brussel-Zuid de trein om van spoorlijn 96 naar spoorlijn 96N, waarbij de trein over enkele wissels moest passeren. Dit traject kruiste tevens de reisweg van de trein uit Leuven. Door de bewerking veranderde het sein voor de eerste wissel naar een open (groen) sein. De trein versnelde en passeerde dit sein om 08:27 uur met een snelheid van ongeveer 70 km/h.
Bij het naderen van de wissels merkte de bestuurder van de trein uit Leuven dat de trein uit Quiévrain zijn traject kruiste; hij claxonneerde meermaals en voerde een noodremming uit, maar toch botste de trein uit Leuven om 08:28 uur lateraal (in de flank) op de trein uit Quiévrain. Bij de klap werd het eerste rijtuig van de trein uit Quiévrain gedeeltelijk meegesleurd door de trein uit Leuven; het andere gedeelte werd verpletterd. Het tweede en derde rijtuig van de trein uit Quiévrain kantelden om en raakten zwaar beschadigd, maar werden niet verpletterd. Vanaf het vierde rijtuig bleef de trein uit Quiévrain op de sporen en liep hij slechts geringe schade op. Het voorste rijtuig van de trein uit Leuven kantelde ook om. De stuurcabine van dat rijtuig werd verpletterd, maar de rest van het rijtuig bleef intact. Het tweede rijtuig van de trein uit Leuven werd door de botsing met het derde rijtuig vooraan in de grond geboord en achteraan omhoog getild. De stuurcabine van het derde rijtuig werd ook verpletterd, maar de rest van het rijtuig bleef intact. Vanaf het vierde rijtuig bleef de trein uit Leuven op de sporen en liep hij eveneens slechts geringe schade op. Getuigen en passagiers op de betrokken treinen spraken van "een harde knal" en "mensen, spullen en zelfs zetels die allemaal door elkaar vlogen".
De treinbestuurder van trein E1557 van Geraardsbergen naar Brussel-Zuid die op een parallel spoor reed en uit Halle kwam, zag alles gebeuren en voerde ook onmiddellijk een noodremming uit. Trein E1557 kwam om 08.29 uur tot stilstand ter hoogte van de twee gebotste treinen, maar raakte niet bij het ongeval betrokken.

## Hulpverlening
De treinbestuurder van trein E1557 nam onmiddellijk contact op met Traffic Control van Infrabel om het ongeval te melden. Daarop alarmeerde Traffic Control onmiddellijk de Vlaams-Brabantse 112-centrale, waarbij het melding maakte van een botsing met ontsporing en waarschijnlijk dodelijke slachtoffers, en stelde het het spoorwegnoodplan van Infrabel in werking waarbij al het treinverkeer in de buurt werd stilgelegd. Een paar minuten na de oproep van Traffic Control kondigde de 112-centrale om 08:32 uur het medisch interventieplan af. Al enkele minuten na de botsing kwamen de eerste hulpdiensten aan op de rampplek. Naast verschillende politiediensten, brandweerkorpsen en medische diensten werden ook het Rode Kruis en de Civiele Bescherming ingezet. Om 08:39 uur werd provinciegouverneur Lodewijk De Witte ingelicht en om 09:15 uur werd de provinciale fase van het rampenplan afgekondigd.
Aan boord van de twee treinen bevonden zich een 250–300 passagiers. De eerste hulpverleners ter plaatse en een van de betrokken treinbegeleiders vroegen de passagiers in eerste instantie om te wachten met de rijtuigen te verlaten totdat de stroom was uitgeschakeld, omdat de grond en de rijtuigen bezaaid waren met stroomkabels van de bovenleiding. Nadat de hulpdiensten er zich van verzekerd hadden dat de stroom was uitgeschakeld, werden de lichtgewonde passagiers die nog voldoende kracht hadden om zich te verplaatsen gevraagd uit te stappen en de sporen te volgen. Ze werden opgevangen in de sporthal van Buizingen. De zwaargewonde slachtoffers die zich niet op eigen kracht konden verplaatsen werden eerst overgebracht naar een tent van de brandweer, maar daarna werd een vooruitgeschoven medische post (VMP) geïnstalleerd op het stationsplein van Halle waar ze werden verzameld door de hulpdiensten. Van hieruit werden ze vervolgens getrieerd en verdeeld over veertien ziekenhuizen in de streek, waaronder ziekenhuizen in het Brusselse. Niet-gewonde slachtoffers werden opgevangen in een andere sporthal in Halle, waar ook een onthaalcentrum werd ingericht voor bezorgde vrienden en familieleden die vreesden dat er bekenden van hen onder de slachtoffers waren. Er werd ook een telefoonnummer voor informatie geopend. Aan het Rode Kruis werd tevens gevraagd de reguliere ambulancehulpverlening te verzekeren in de gebieden vanwaar ambulances naar het ongeval werden gestuurd.

## Slachtoffers
Via de vooruitgeschoven medische post werden tevens ongeveer 55 gewonden overgebracht naar de verschillende ziekenhuizen, waarvan gemeld dat er 11 "ernstig gewond waren". Een negentigtal lichtgewonden begaven zich later op de dag met eigen middelen naar een ziekenhuis. Van de in totaal 171 gewonden bleken er uiteindelijk 35 zwaargewond te zijn, 44 lichter gewond en 92 slechts gekneusd.
De initiële schattingen van het aantal doden liepen uiteen, met Hals burgemeester Dirk Pieters die zei dat er minstens 20 doden waren, terwijl andere bronnen spraken van 8 tot 25 doden. Een meer nauwgezette schatting werd gegeven op een persconferentie op de dag van het ongeval door gouverneur De Witte. Hij sprak van een voorlopige dodentol van 18 personen, waaronder 15 mannen en 3 vrouwen (waarvan één hoogzwanger), en 162 gewonden. Een van de doden was de bestuurder van de trein uit Quiévrain. De slachtoffers waren voornamelijk Belgen, maar er werd ook melding gemaakt van twee Fransen. Na de evacuatie van alle gewonde slachtoffers werden de doden geborgen door het Disaster Victim Identification-team en andere diensten van de federale politie. De zoektocht werd maandagavond onderbroken omwille van de duisternis, maar werd de dag erna hernomen. De geborgen stoffelijke overschotten werden overgebracht naar een mortuarium in het militair hospitaal in Neder-Over-Heembeek, waar ook opvang voorzien werd voor de nabestaanden. De totale dodentol bedroeg uiteindelijk 19 slachtoffers: 15 mannen (waaronder de omgekomen treinbestuurder), 3 vrouwen en één ongeboren baby.

## Schade en verstoring treinverkeer

### Verstoring treinverkeer
Onmiddellijk na het ongeval werd al het treinverkeer opgeschort op de spoorlijnen 96 (Brussel–Quévy), 94 (Halle–Doornik), 26 (Halle-Schaarbeek) en HSL 1. Gevolgvertragingen werden verwacht in grote delen van Wallonië en in mindere mate in Vlaanderen. Er werden vervangende busdiensten ingelegd tussen Brussel-Zuid en Halle. Het duurde 2-3 dagen om de doden te bergen en om de onderzoekers de nodige vaststellingen te laten doen en om de bovenleiding te herstellen van de parallelle sporen die niet direct bij het ongeval betrokken waren. Nadat de schade aan de bovenleiding van de niet-betrokken sporen hersteld was, was er weer beperkt treinverkeer mogelijk op deze sporen vanaf woensdagavond 17 februari.
Omdat spoorlijn 96 ook gebruikt wordt door internationale hogesnelheidstreinen van Brussel naar Frankrijk en het Verenigd Koninkrijk tot ze in Halle HSL 1 kunnen oprijden, was het internationale treinverkeer eveneens opgeschort tot en met 16 februari. Zo schortte Thalys al zijn treinen op, inclusief die naar Amsterdam en Keulen. Vier Thalystreinen die in de buurt van het ongeval waren die dag moesten omgeleid worden naar alternatieve stations. Vanaf 16 februari 's avonds was opnieuw een beperkte Thalysverbinding mogelijk tussen Brussel en Parijs, waarbij treinen vanuit Brussel langs het enige bruikbare spoor in Buizingen reden, terwijl treinen vanuit Parijs via Gent werden omgeleid. Vanaf 17 februari reden er ook opnieuw Thalystreinen tussen Brussel en Keulen. Andere TGV-treinen vanuit Frankrijk naar Brussel stopten in het station Lille-Flandres in Rijsel; het laatste station voor Brussel-Zuid voorzien op hogesnelheidstreinen. Eurostar schortte alle treinen naar en van Brussel op, maar bleef rijden tussen Londen en Parijs en Londen en Rijsel (laatstgenoemde met vertragingen). Een minimale dienstverlening van drie treinen per dag in beide richtingen tussen Londen en Brussel werd hervat op 22 februari. De treinen werden via Gent omgeleid, waardoor ze met vertraging reden. De volledige dienstverlening werd hervat op maandag 1 maart, precies twee weken na het ongeval.
Het ongeval heeft tot 19 maart ernstige storingen veroorzaakt in het treinverkeer. Volgens gegevens van Infrabel werden als gevolg van het ongeval 1.109 treinen geschrapt tussen 16 februari en 2 maart, 2.615 treinen gedeeltelijk geschrapt tussen 16 februari en 11 maart en ontstonden er 41.257 minuten (± 688 uren) vertraging tussen 16 februari en 19 maart.

### Spontane staking
Het treinverkeer werd verder ontregeld door een spontane stakingsactie bij het treinpersoneel op 16 februari. Het stakende treinpersoneel klaagde de volgens hen verslechterende werkomstandigheden aan, die volgens hen ongevallen zoals die in Buizingen konden veroorzaken. De stakingsactie veroorzaakte vooral hinder in Wallonië, maar ook het internationale treinverkeer werd getroffen.

### Schade aan de spoorinfrastructuur
De crash veroorzaakte ernstige schade aan de bovenleidingen en sporen op spoorlijnen 96 en 96N. Spoorlijn 26, een belangrijke goederen- en GEN-lijn, was ook beschadigd door rondvliegende brokstukken. Na het bergen van de doden en het stellen van de nodige onderzoeksdaden, wat 2-3 dagen duurde, sleepte men tussen 16 en 17 februari de (relatief) onbeschadigde rijtuigen weg. Op donderdag 18 februari begon men met het wegtakelen van de beschadigde treinstellen. Het wegtakelen van de wrakken was voltooid op vrijdag 26 februari, waarna Infrabel met de herstellingswerken aan de bovenleiding en het spoor kon beginnen. Op maandag 1 maart was alle schade hersteld en kon het treinverkeer volledig hervatten. Toch bleef er tot het einde van de week en snelheidsbeperking tot 40 km/h van kracht omdat de nieuwe sporen nog gestabiliseerd moesten worden. Infrabel waarschuwde dat de snelheidsbeperking vertragingen van 5 tot 10 minuten zou kunnen veroorzaken tijdens de piekuren.

## Steunbetuigingen en reacties

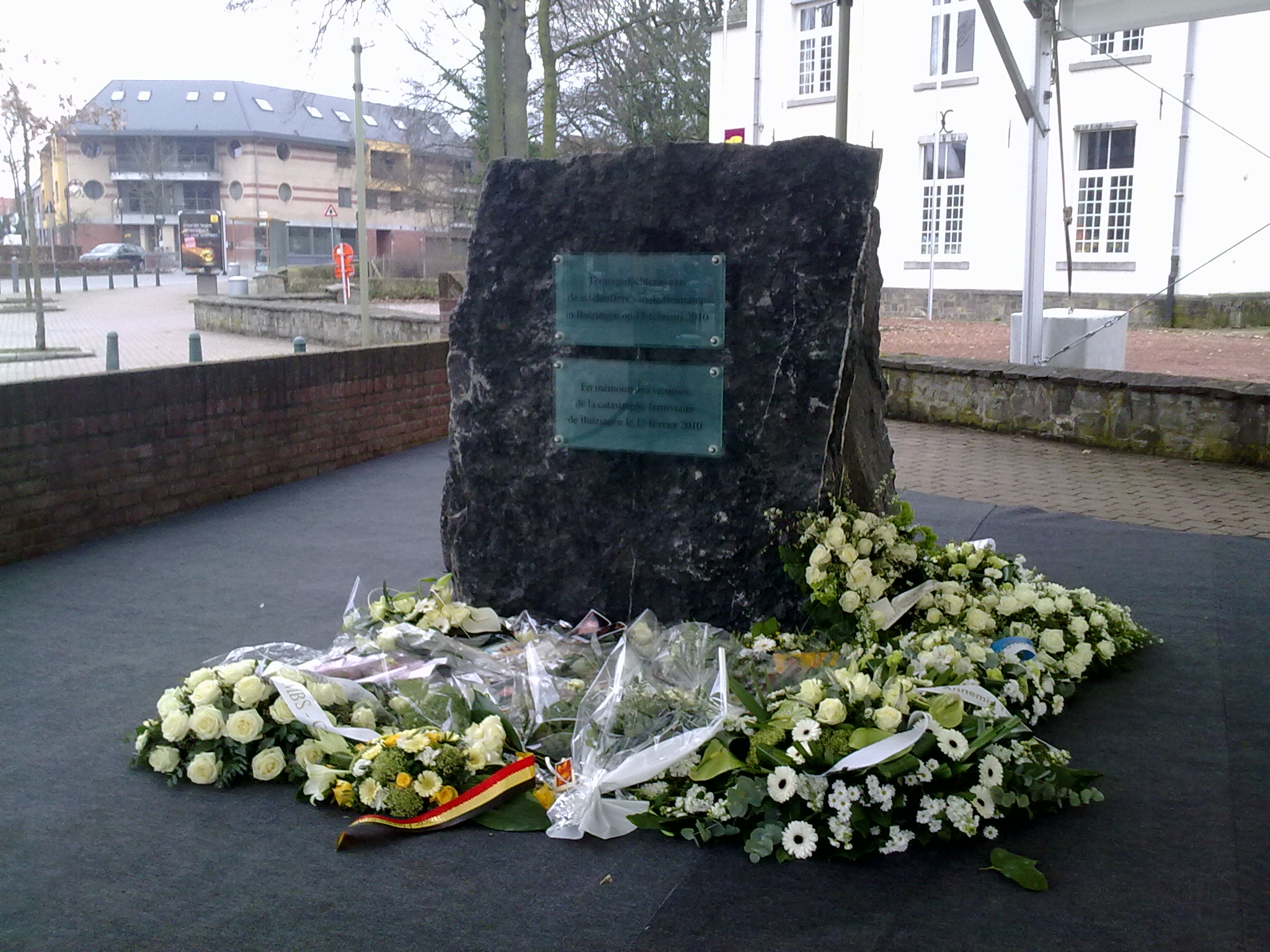
Gedenksteen in Buizingen. Ingehuldigd op 12 februari 2011.

### Binnenland
Koning Albert II en premier Yves Leterme keerden allebei onmiddellijk terug van hun buitenlandse reizen en bezochten in de namiddag de plaats van het ongeluk. "Onafgezien van de oorzaak van het ongeval, overheerst een gevoel van verslagenheid. Eerst hebben we Luik gehad, nu dit", liet de premier weten. Enkele weken eerder kwamen 14 mensen om het leven bij een gasontploffing in Luik op 27 januari 2010. De koning en premier werden vergezeld door een grote delegatie van federale en regionale ministers, de bestuurders van de Belgische spoorbedrijven (NMBS en Infrabel), Brussels procureur des Konings Bruno Bulthé, commissaris-generaal Fernand Koekelberg van de federale politie en gouverneur Lodewijk De Witte. Waals minister-president Rudy Demotte liet verstaan dat het ongeval "niet enkel een Vlaams of Waals drama was, maar een nationaal drama". Vlaams minister-president Kris Peeters was op een economische missie in San Francisco, maar drukte van daar zijn medeleven uit in naam van de Vlaamse regering en bedankte de hulpdiensten voor hun snelle interventie. Federaal minister van Overheidsbedrijven Inge Vervotte bezocht de rampplek samen met de andere ministers en gaf aan dat ze "zwaar onder de indruk was". Ze bedankte eveneens de hulpdiensten en spoorwegmedewerkers voor hun inspanningen. Voormalig premier en Europees president Herman Van Rompuy betuigde ten slotte ook zijn medeleven.

### Buitenland
De treinramp werd al snel internationaal nieuws en er kwamen steunbetuigingen van hoogwaardigheidsbekleders van meerdere andere landen. Europees Commissievoorzitter José Manuel Barroso betuigde per brief zijn medeleven aan premier Leterme in naam van de Europese Commissie en in eigen naam. Frans president Nicolas Sarkozy bood zijn steunbetuigingen aan aan koning Albert II. Hij liet weten dat hij "aangedaan was toen hij het vernam welk vreselijk treinongeval (...) het land in bittere rouw dompelde", en verzekerde de solidariteit tussen Frankrijk en België namens het Franse volk. Premier Leterme kreeg ook steunbetuigingen van de Britse premier Gordon Brown en de Nederlandse minister-president Jan Peter Balkenende.

### Herdenking
Op 12 februari 2011, ongeveer een jaar na het ongeval, werd een tweetalige gedenksteen ingehuldigd op het gemeenteplein in Buizingen in aanwezigheid van Hals burgemeester Dirk Pieters, gouverneurs Lodewijk De Witte van Vlaams Brabant en Claude Durieux van Henegouwen, federale ministers Inge Vervotte en Annemie Turtelboom, de bestuurders van de spoorbedrijven (Luc Lallemand, Marc Descheemaecker en Jannie Haek), nabestaanden van de slachtoffers en delegaties van de hulpdiensten. Sommige nabestaanden hoopten dat "de doden niet voor niets gestorven zijn" en dat "de NMBS en politici eindelijk werk zouden maken van een veiligheids- en remsysteem op elke trein".
Op zondag 15 februari 2015, op de vijfde verjaardag van het ongeval, is tijdens de herdenking in Buizingen bij de gedenksteen een gedenkplaat met de namen van de 19 dodelijke slachtoffers onthuld. De overheid organiseert sindsdien om de vijf jaar een grote officiële herdenking.

### Vzw Treinramp Buizingen Nooit Meer
Slachtoffers en nabestaanden richtten in 2015 de vzw "Catastrophe ferroviaire Buizingen, plus jamais" op om hun belangen verdedigen in het berechten van de schuldigen van het ongeval. Na de veroordelingen van de NMBS, Infrabel en de treinbestuurder door de rechtbank bleef de vereniging zich inzetten voor de veiligheid van de spoorwegen. Elk jaar organiseerden ze een herdenkingsplechtigheid aan het monument in Buizingen op de dag van het ongeval. In 2024 werd de vzw opgeheven, maar enkele oud-leden blijven jaarlijks een kleine herdenking organiseren.

## Oorzaak
Van de twee treinen die betrokken waren bij het ongeluk, zou de trein uit Leuven richting 's-Gravenbrakel een rood sein onregelmatig overschreden hebben. Dat werd al snel na het ongeval gesuggereerd op een persconferentie door gouverneur De Witte. De mogelijkheid dat het sein voor de trein uit Leuven defect was werd afgewezen, want dat zou geregistreerd zijn geweest in het seinhuis in Brussel-Zuid. Bij een defect zou het sein voor de trein uit Quiévrain dan ook automatisch op rood zijn gesprongen. De trein uit Quiévrain richting Luik heeft in elk geval de correcte signalisatie gevolgd.
De bestuurder van de trein uit Leuven ontkende echter dat het sein op rood stond.
In de weken volgend op het treinongeval werden er meerdere onregelmatigheden met het sein vastgesteld waarbij het van groen op rood sprong. Zo moest een trein op 11 maart een noodremming uitvoeren toen het sein opeens van groen op rood sprong, waarbij de trein pas voorbij het sein tot stilstand kwam. Op 15 maart versprong het sein opnieuw plots, maar ditmaal kon de treinbestuurder tijdig remmen. Volgens Infrabel was dit het gevolg van een strikte toepassing van het voorzorgsprincipe. Dat zorgt ervoor dat een sein automatisch op rood springt wanneer er ergens een onregelmatigheid wordt vastgesteld. Volgens Infrabel was er in deze twee gevallen geen gevaar voor de reiziger, maar toch werd besloten het treinverkeer om te leiden tot het probleem met het sein was opgelost. Er werd een theorie geopperd dat deze defecten mogelijks veroorzaakt werden door het elektromagnetisch veld van voorbijrazende treinen, die zo het rode stopsein ontregelden. Op de plek van het sein passeren namelijk ook hogesnelheidstreinen.
Volgens het veiligheidsonderzoek naar de ramp door het Onderzoeksorgaan voor Ongevallen en Incidenten op het Spoor echter was het sein wel degelijk rood. Het parket kwam tot dezelfde conclusie en vervolgde de treinbestuurder voor het voorbijrijden van een rood sein. De treinbestuurder hield ook in het proces vol dat het sein groen was.
Naast het al dan niet voorbijrijden van een rood sein was de afwezigheid van het veiligheidssysteem TBL 1+ ook een beslissende factor. Dat systeem zorgt ervoor dat een trein automatisch een noodremming uitvoert als het een rood sein voorbijrijdt of als het een rood sein met een te hoge snelheid nadert (meer dan 40 km/h). De betrokken spoorlijn was al met TBL 1+ uitgerust, maar de trein uit Leuven die een rood sein zou overschreden hebben niet. Moest de trein ook met TBL 1+ zijn uitgerust, dan zou hij automatisch een noodremming hebben uitgevoerd bij de overschrijding van het rode sein en had het ongeval mogelijks nooit plaatsgevonden. Er kwam dan ook kritiek op de trage uitrol van het systeem over het Belgisch spoorwegnet na het ongeval. Het parket besloot uiteindelijk om Infrabel en de NMBS hiervoor voor nalatigheid te vervolgen.

## Onderzoek naar de ramp
Er werden drie verschillende onderzoeken naar de ramp opgestart en uitgevoerd: een onderzoek door een bijzondere parlementaire commissie (maar geen onderzoekscommissie) van de Kamer van volksvertegenwoordigers, een veiligheidsonderzoek door het Onderzoeksorgaan voor Ongevallen en Incidenten op het Spoor bij de FOD Mobiliteit en Vervoer en een gerechtelijk onderzoek door het Brusselse gerecht (en na de afscheiding in 2014 ook het parket van Halle-Vilvoorde). Het verslag van de parlementaire commissie werd in februari 2011, een jaar na het ongeval, goedgekeurd en gepubliceerd. Het Onderzoeksorgaan voor Ongevallen en Incidenten op het Spoor publiceerde haar bevindingen in mei 2012. Het gerechtelijk onderzoek daarentegen sleepte jarenlang aan door de ingewikkelde technische aspecten van de zaak, de splitsing van het parket van Brussel, de pensionering van de oorspronkelijke onderzoeksrechter en geprocedeer om het onderzoek in het Frans in plaats van het Nederlands te voeren. Pas in 2018 kwam de zaak voor de politierechtbank van Halle.

### Parlementair onderzoek

#### Vraag naar parlementair onderzoek
Al snel na het ongeval rezen er vragen vanuit de politiek naar de omstandigheden van het ongeval. Toenmalig minister van Overheidsbedrijven Inge Vervotte (CD&V) vroeg aan de Dienst Veiligheid en Interoperabiliteit der Spoorwegen (DVIS) van de FOD Mobiliteit en Vervoer een overzicht over de veiligheidssystemen bij het spoor van 1999 tot 2010. Het was in 1999 dat de eerste beslissing viel over de invoering van het ETCS-systeem. Minister Vervotte wou samen met voormalig NMBS-topman en toenmalig staatssecretaris voor Mobiliteit Etienne Schouppe (CD&V) nagaan welke maatregelen sindsdien genomen zijn.
Oppositiepartijen Groen!, N-VA, Lijst Dedecker en Vlaams Belang vroegen om een parlementaire onderzoekscommissie naar de veiligheid bij het spoor en de omstandigheden van het ongeval. De meerderheidspartijen wilden echter wachten tot een vergadering van de Kamercommissie Infrastructuur alvorens een beslissing te nemen. Op maandag 22 februari, een week na het ongeval, werden de drie gedelegeerd bestuurders van de spoorwegbedrijven Luc Lallemand (Infrabel), Mark Descheemaecker (NMBS) en Jannie Haek (NMBS-Holding) en minister Inge Vervotte gehoord in de commissie over onder andere de investeringen in veiligheid bij het spoor. Men wou vooral weten waarom een automatisch remsysteem nog niet algemeen was ingevoerd negen jaar na het treinongeval bij Pécrot. Er werd uiteindelijk besloten een bijzondere Kamercommissie (geen onderzoekscommissie) op te richten om de ramp en de veiligheid bij het spoor te onderzoeken. Het einde van de werkzaamheden van de commissie werd voorzien voor de zomer.
Het werk van de commissie werd echter doorkruist door het vallen van de regering-Leterme II en de daaropvolgende federale verkiezingen. Uiteindelijk keurde de commissie haar eindverslag goed in februari 2011. Het verslag bestond uit meer dan 300 pagina's en bevatte 109 aanbevelingen om gelijkaardige rampen in de toekomst te vermijden. Voor haar onderzoek deed de Kamercommissie een beroep op rapporten van het Rekenhof, het Europees Spoorwegbureau en andere experts, die opgemaakt werden op vraag van de commissie. Het Rekenhof ging de organisatie en begeleiding van investeringsprojecten rond veiligheidssystemen bij treinen door Infrabel en de NMBS na, terwijl het Europees Spoorwegbureau het functioneren van de Dienst Veiligheid en Interoperabiliteit der Spoorwegen (DVIS) en het Onderzoeksorgaan voor Ongevallen en Incidenten op het Spoor (OOIS) onder de loep nam.

#### Geïdentificeerde tekortkomingen
De commissie concludeerde dat het algemene veiligheidsniveau op het spoor geen betekenisvolle verbeteringen onderging in de periode van 1982 tot 2010 in België, in tegenstelling tot het buitenland en ondanks de eerdere spoorwegongevallen in Aalter in 1982 en in Pécrot in 2001. De NMBS werd een reactieve houding aangewreven op het gebied van veiligheid tijdens deze periode. Het gebrek aan veiligheidsverbeteringen kon ook niet verklaard worden door een gebrek aan investeringsbudgetten. De voorkeur voor binnenlandse bedrijven in openbare aanbestedingen voor veiligheidssystemen en de voorkeur van de NMBS voor zelf-ontwikkelde systemen had daarentegen wel een invloed op de snelheid waarmee nieuwe systemen werden uitgerold. Het bevoordelen van binnenlandse bedrijven werd in 1993 illegaal gemaakt door de Europese Unie, maar toch stelde het Rekenhof vast dat de organisatie en begeleiding van recente investeringsprojecten rond GSM-R en ETCS beter konden.
Het onderzoek bevestigde ook dat, zelfs wanneer ETCS volledig geïmplementeerd zou zijn in de toekomst, de menselijke factor altijd een belangrijke rol zal blijven spelen in de veiligheid op het spoor. Het rapport bekritiseerde dan ook de complexe hiërarchische structuur bij de Belgische spoorbedrijven, die een vlotte doorstroom van informatie in beide richtingen in de weg stond, naast andere stressfactoren voor de werknemers zoals een gebrek aan stiptheid, onregelmatige werktijden en een gebrek aan inspraak en autonomie. Dergelijke factoren hadden volgens de commissie een invloed op de veiligheid. Ook werd het stijgend aantal seinoverschrijdingen genoemd, van 82 incidenten in 2005 tot 117 in 2009 (een stijging van 43%), waarbij afleiding tevens genoemd werd als de belangrijkste oorzaak (52%). Een seinoverschrijding werd ook te vaak geanalyseerd op individuele basis, in plaats van de onderliggende oorzaken en trends te onderzoeken. De toen bestaande actieplannen om overschrijdingen tegen te gaan werden ook bestempeld als niet effectief en met te weinig resultaat. Ook werd vastgesteld dat er bij treinen met een stopplaats tussen een dubbel geel sein en een rood sein een verhoogd risico op een seinoverschrijding bestond.
Ook werd de veiligheidscultuur beschouwd bij de spoorwegbedrijven, waarbij vastgesteld werd dat deze wel beschikten over een degelijk veiligheidsbeleid maar dat het hen ontbrak aan een "integrale en geïntegreerde veiligheidscultuur". Veiligheid was te vaak enkel een bekommernis van het grondpersoneel en te weinig voorwerp van systematische planning en risicoanalyse. De verdere ontwikkeling van een degelijke veiligheidscultuur werd als noodzakelijk beschouwd, met het oog op de toekomstige uitdagingen bij het spoor. Andere genoemde problemen ten slotte waren een gebrekkige omzetting van Europese richtlijnen met betrekking tot de veiligheid op het spoor naar nationale wetgeving, onvoldoende mensen en middelen voor de DVIS, een onduidelijke bevoegdheidsverdeling tussen de DVIS en Infrabel, een gebrek aan samenwerking tussen de DVIS en het OOIS en problemen met de onafhankelijkheid van het OOIS.

#### Aanbevelingen
Met betrekking tot de beveiligingssystemen raadde de commissie aan de geplande uitrol van TBL 1+ verder te zetten zonder enige vertraging, waarvan de voltooiing voorzien was voor eind 2013 voor het rollend materieel en eind 2015 voor de spoorweginfrastructuur. Toch werd de evolutie naar een systeem dat alomvattend toezicht toelaat op de snelheid van een trein en voldeed aan de ERTMS-vereisten noodzakelijk geacht. Hiertoe diende de geplande uitrol van ETCS1 eveneens verdergezet te worden. De commissie drong er ook op aan dat alle locomotieven die al van ETCS1 voorzien waren ook van ETCS2 werden voorzien, en dat een verdere uitrol van ETCS2 bestudeerd en overwogen diende te worden.
Met betrekking tot de impact van menselijke fouten op de spoorwegveiligheid, haalde de commissie de noodzaak aan om het personeelsbeleid bij de spoorwegbedrijven te verbeteren, in het bijzonder voor wat betreft de aanwerving van nieuw personeel en de opleiding van zowel nieuw als bestaand personeel. Om de stress bij treinbestuurders te verminderen moest er meer aandacht gaan naar de planning van hun werktijden, het overleg met hen en hun inspraak in de organisatie. Specifiek voor wat betreft het voorbijrijden van rode seinen stelde de commissie dat slecht zichtbare seinen ofwel verplaatst dienden te worden, ofwel voorzien moesten worden van verderop geplaatste herhaalseinen. Ook moest een betere feedbackcultuur ontwikkeld worden binnen de spoorbedrijven zodat problemen met de signalisatie sneller gemeld zouden worden. Ook moest er voortaan een grondige analyse gebeuren van elke seinoverschrijding in het kader van een proactieve veiligheidscultuur. De procedures voor het omgaan met seinoverschrijdingen dienden zich tevens minder te richten op het sanctioneren van de betrokken treinbestuurder en meer op het voorkomen van gelijkaardige incidenten in de toekomst.
Voor wat betreft de veiligheidscultuur waarschuwde de commissie ook dat een eenzijdige focus op beveiligingstechnologieën niet zou volstaan, en dat veiligheid altijd op een "integrale en geïntegreerde manier" diende te worden benaderd. Het beval een audit naar en een verbetering van de algehele veiligheidscultuur aan. Er diende werk gemaakt te worden van een meer doorgedreven risicoinventarisatie, risicoanalyse en opvolging van genomen maatregelen. Meer inspraak van grondpersoneel diende aangemoedigd te worden, en de hiërarchische structuur van de spoorbedrijven diende vereenvoudigd te worden opdat de doorstroom van informatie met betrekking tot de veiligheid zou verbeteren.
Overige aanbevelingen hadden betrekking op de onafhankelijkheid, de financiering, het personeelsbestand en het functioneren van de DVIS en het OOIS en de ontwikkeling van meetbare veiligheidsindicatoren.

#### Opvolging
Het Europees Spoorwegbureau publiceerde een opvolgingsrapport in 2013 in hoeverre de DVIS en het OOIS correctieve maatregelen hadden genomen in navolging van de parlementaire aanbevelingen.

### Onderzoek door Onderzoeksorgaan
Het Onderzoeksorgaan voor Ongevallen en Incidenten op het Spoor (OOIS) heeft als doel het voeren van onafhankelijke onderzoeken naar spoorwegongevallen om de veiligheid op het spoor te verbeteren. Het doel van het Onderzoeksorgaan is uitdrukkelijk niet van eventuele schuldigen aan te wijzen, wat de taak is van het gerecht. Het Onderzoeksorgaan publiceerde haar verslag in mei 2012.

#### Seinoverschrijding door menselijke fout
Het onderzoek van het Onderzoeksorgaan bracht geen enkele handeling van de seingever van het seinhuis van Brussel-Zuid aan het licht waardoor het sein voor de trein uit Leuven groen zou kunnen zijn geweest. Omdat de seinwachter een reisweg voor de trein uit Quiévrain had aangemaakt die de route van de trein uit Leuven kruiste, zorgde de systeemlogica er automatisch voor dat het sein voor de trein uit Leuven op rood werd gezet. Het Onderzoeksorgaan vond ook geen enkele fysieke oorzaak waardoor het sein groen zou kunnen zijn geweest, en gaat er daarom van uit dat het sein wel degelijk op rood stond. In een analyse naar de mogelijke redenen van het voorbijrijden van dit sein werd vastgesteld dat het sein normaal zichtbaar was. Ook werd geen fysieke of fysiologische reden gevonden die een slechte waarneming van de kleur van het sein door de treinbestuurder zou kunnen verklaren. Er werd evenmin een oorzaak gevonden voor afleiding, een abnormale vermoeidheidstoestand, tijdsdruk of stress, buiten dat hij een korte nachtrust had gehad. Mogelijks kon een verklaring gevonden worden in de psychologische en vooral de cognitieve aspecten van de activiteit van de treinbestuurder van trein in de operationele context waarin hij zich bevond. Zo zou hij door een licht verminderde oplettendheid door zijn korte nachtrust en door routinematig te reageren op het signaal dat de deuren van de trein gesloten waren, foutief aangenomen kunnen hebben dat het sein op groen stond. Het Onderzoeksorgaan deed enkele aanbevelingen om het risico op dergelijke situaties te verminderen naar de toekomst toe.

#### Automatische beschermingssystemen
Het voorbijrijden van een rood sein is echter geen onbekend scenario; er is altijd een risico op dergelijke overschrijdingen omwille van complexe psychologische redenen en de tekortkomingen van de menselijke betrouwbaarheid waarop men nooit volledig vat zal hebben. Het Onderzoeksorgaan stelt daarom aan dat de enige oplossing het installeren van automatische beschermingssystemen is, die de snelheid controleren en automatisch kunnen remmen, zoals het TBL 1+-systeem dat sinds 2009 werd geïnstalleerd. Daarnaast zou er ook een correctiesysteem kunnen voorzien worden voor het voorbijrijden van een gesloten (rood) sein. Een dergelijk systeem was tot dan toe onbestaande. Meer algemeen zou aandacht besteed moeten worden aan een correctiesysteem voor situaties waarin de controle verloren wordt, en aan de passieve veiligheid.

#### Veiligheidscultuur
Van de onmogelijkheid menselijke fouten voldoende te beperken en van de nood aan technologische oplossingen om seinoverschrijdingen tegen te gaan waren de Belgische spoorwegen echter al bijna een decennium op de hoogte. Als elementen waarom deze kennis niet al in acties was omgezet haalde het Onderzoeksorgaan onder andere de culturele nalatenschap bij de spoorwegen aan, die gekenmerkt werd door een reactieve houding en het normatief reageren op ongevallen ten opzichte van eerstelijnsoperatoren. De culturele perceptie was dat de hoofdverantwoordelijkheid bij de bestuurders ligt, en dat het probleem dus kan opgelost worden door onder andere opleiding en sancties. Het belang van een waakinrichting en een automatische remming om de veiligheid te verbeteren drong niet genoeg door, en de erkenning ervan was niet voldoende om ook snel en doeltreffend een dergelijk systeem in te voeren. Ook werd een zekere zwakheid bij de aangewezen Nationale Veiligheidsinstantie (de DVIS) bij de FOD Mobiliteit en Vervoer vastgesteld, waarbij de verantwoordelijkheid voor het veiligheidsbeheer in belangrijke mate naar Infrabel was overgedragen. Nochtans is de DVIS de enige onafhankelijke dienst die een geïntegreerde veiligheidsvisie kan opleggen. Deze zwakheid was het gevolg van belangrijke vertragingen bij het behalen van deadlines van reglementaire verplichtingen. De goedkeuring en het beheer van de methodes voor risicobeheer en systemische en organisatorische analyse van de incidenten en de ongevallen bleven onvolledig, ondanks toepassing van de Europese richtlijn ter zake.

#### Versnelde uitrol TBL 1+
Infrabel en de NMBS stelden een uitvoeringsplan voor voor de versnelde uitrol van het TBL 1+-systeem op niveau van het rollend materieel tegen eind 2013 en op niveau van de infrastructuur tegen eind 2015. Dit plan werd als een aanvaardbare inhaalbeweging beoordeeld door het Onderzoeksorgaan. Omdat TBL 1+ geen volledig toezicht omvat, werd wel gesteld dat dit slechts een overgangsmaatregel kon zijn die gepaard ging met de installatie van ETCS door de twee maatschappijen.

### Gerechtelijk onderzoek

#### Start onderzoek en overdracht naar parket Halle-Vilvoorde
Het parket van Brussel opende een onderzoek naar het ongeval en vorderde een onderzoeksrechter, Jeroen Burm, die samen met de parketmagistraten de plaats van het ongeval bezocht. De onderzoeksrechter droeg het verdere onderzoek op aan de spoorwegpolitie en stelde twee expertencolleges aan: een gerechtelijk-geneeskundig college en een college van vijf deskundigen, waaronder ingenieurs en informatici, die alle mogelijke oorzaken moesten onderzoeken. Het eerste verslag van de technische deskundigen werd twee jaar later neergelegd in februari 2012. In maart 2013 vroeg de onderzoeksrechter echter de eerste besluiten verder uit te werken en aanvullend technisch onderzoek uit te voeren, waarvan het verslag in februari 2014 klaar was. Een maand later werd de zaak overgenomen door het pas opgerichte parket van Halle-Vilvoorde na de hervorming van het gerechtelijk arrondissement Brussel in 2014 ten gevolge van het Vlinderakkoord, waardoor een nieuwe parketmagistraat zich in het dossier moest inwerken. Deze concludeerde dat er aanwijzingen van schuld waren ten aanzien van de bestuurder van de P-trein, de NMBS en Infrabel, en vroeg eind juni 2014 aan de onderzoeksrechter om deze partijen hierover te verhoren en indien nodig in verdenking te stellen. Het onderzoek zou onder meer bevestigen dat de bestuurder van de P-trein door een rood sein was gereden. In september 2014 worden de treinbestuurder, de NMBS en Infrabel verhoord en door de onderzoeksrechter ook effectief in verdenking gesteld.

#### Vertragingen in het onderzoek
Begin 2015 ging onderzoeksrechter Burm echter met pensioen, waardoor het onderzoek door een andere onderzoeksrechter werd overgenomen. Eind 2014 vroeg de treinbestuurder tevens de vertaling van een aantal stukken naar het Frans, welke de spoorwegpolitie hem in maart 2015 ter beschikking stelde. Het verhoor van de treinbestuurder werd op vraag van hemzelf of zijn advocaat enkele malen uitgesteld. In maart 2015 bezorgden de NMBS en Infrabel ook hun opmerkingen op de deskundigenverslagen, en in juni 2015 werden hun vertegenwoordigers verhoord door de spoorwegpolitie. In juli 2015 legde de advocaat van de treinbestuurder een verzoekschrift neer om het onderzoek over te hevelen naar een Franstalige onderzoeksrechter, wat in eerste aanleg door de raadkamer werd verworpen. Hiertegen werd beroep ingesteld bij de kamer van inbeschuldigingstelling, die het beroep in oktober 2015 afwijst. Er werd nog cassatieberoep aangetekend, maar uiteindelijk zag de treinbestuurder daar eind januari 2016 van af. De treinbestuurder werd pas effectief verhoord in juli 2016. In 2016 werd intussen in opdracht van de onderzoeksrechter nog verschillende getuigen verhoord, waarvan de laatste processen-verbaal in september 2016 aan het dossier werden toegevoegd. Eind september 2016 rondde de onderzoeksrechter het onderzoek af en stuurde deze het dossier terug naar het parket van Halle-Vilvoorde.

#### Eindvordering parket en verwijzing door raadkamer
Na de jarenlange vertragingen stelde het parket van Halle-Vilvoorde in november 2016 zijn eindvordering op. Daarin vroeg het aan de Brusselse raadkamer om de bestuurder van de P-trein, de NMBS en Infrabel te verwijzen naar de politierechtbank van Halle, bevoegd voor verkeersmisdrijven. Volgens het parket negeerde de treinbestuurder een rood sein en lag hij daarmee aan de basis van het ongeval; hij riskeerde een boete tot 3.000 euro en vijf jaar gevangenisstraf. Infrabel werd vervolgd voor nalatigheid met betrekking tot de veiligheid van de spoorinfrastructuur en de NMBS voor het inzetten van treinstellen die niet over de nodige veiligheidssystemen beschikten. Beide bedrijven riskeerden een boete tot 600.000 euro. Op de zitting van de raadkamer eind april 2017 werd een verzoek tot bijkomend onderzoek neergelegd. Een nieuwe zitting werd gepland voor maart 2018. Eind maart 2018 besliste de raadkamer uiteindelijk dat de treinbestuurder, Infrabel en de NMBS zich voor de politierechtbank in Halle moeten verantwoorden. De treinbestuurder zelf betwistte nog steeds dat hij door een rood sein was gereden. De advocaten van de treinbestuurder kondigden tevens aan dat ze de politierechtbank om een taalwijziging zouden vragen naar het Frans.

## Proces voor politierechtbank

### Politierechtbank Halle
Op 5 juni 2018 ging het proces van start voor de politierechtbank van Halle. Omdat veel volk verwacht werd, vond de openingszitting plaats in de gemeentelijke cultuurzaal 't Vondel van Halle, die voor de gelegenheid als zittingszaal was ingericht. Voor de start van het proces hadden zich al 65 personen burgerlijke partij gesteld bij de onderzoeksrechter; op de openingszitting boden zich nog 25 nieuwe burgerlijke partijen aan. Het omvangrijke dossier van de zaak omvatte 46 kartons aan documenten. Zoals aangekondigd verzocht de verdediging van de treinbestuurder een taalwijziging naar het Frans, waartegen het parket zich verzette.
De politierechtbank weigerde het verzoek tot taalwijziging, omdat de redelijke termijn en de wettelijke verjaringstermijn (die in 2021 zou intreden) anders riskeerden overschreden te worden. Volgens de politierechtbank was het ongeloofwaardig dat de Brusselse politierechtbank de zaak nog in 2018 zou kunnen behandelen, omdat het omvangrijke dossier dan naar het Frans vertaald zou moeten worden en een nieuwe rechter en parketmagistraat het volledig zouden moeten instuderen. De politierechtbank wreef de treinbestuurder ook aan al alles geprobeerd te hebben om de zaak te vertragen, waardoor de procedure in totaal 34 maanden vertraging zou opgelopen hebben. Ook argumenteerde de politierechtbank dat de wapengelijkheid in het gedrang zou komen, omdat de advocaten van de verdediging de zaak door en door kenden maar een nieuwe Brusselse parketmagistraat de zaak nooit zo goed zou kunnen instuderen als de parketmagistraat van Halle-Vilvoorde. De verdere behandeling van het dossier werd door de rechtbank uitgesteld naar 14 november 2018.

### Taalwijziging naar Frans
De treinbestuurder tekende echter hoger beroep aan tegen de weigering van het verzoek tot taalwijziging bij de Brusselse arrondissementsrechtbank, waar Nederlandstalige en Franstalige rechters samen over taalkwesties beslissen. Op 15 oktober 2018 besliste de arrondissementsrechtbank dat het proces toch in het Frans gevoerd moest worden voor de Franstalige politierechtbank van Brussel. Dat betekende dat minstens een deel alsnog naar Frans vertaald diende te worden. De voorzitter van de Franstalige rechtbank van eerste aanleg van Brussel, Luc Hennart, benadrukte dat de zaak voorrang kreeg om te voorkomen dat ze zou verjaren. De advocaat van de treinbestuurder reageerde tevreden, maar ontkende dat de taalwijziging als vertragingsmanoeuvre diende. Hij gaf ook aan dat voor hem enkel de belangrijkste stukken vertaald hoefden te worden en niet het hele dossier. Een aantal slachtoffers daarentegen reageerden ontgoocheld op het nieuws omdat de zaak al zo lang aansleepte en de verjaring dreigde.

### Politierechtbank Brussel

#### Inleidende zitting op 8 januari 2019
Op 8 januari 2019 vond de inleidende zitting plaats voor de Franstalige politierechtbank van Brussel, waarbij voornamelijk de kalender voor het verdere verloop van het proces werd vastgelegd. Deze zitting vond plaats in een van de zittingszalen van het hof van beroep van Brussel in het Brusselse Justitiepaleis. Tijdens de inleidende zitting betwistte de verdediging van de treinbestuurder de rechtsgeldigheid van de technische expertiseverslagen, omdat de treinbestuurder niet gehoord is in die expertises. Daarom stelde de verdediging dat de rechten van de verdediging door de niet-tegensprekelijkheid van de expertiseverslagen in het gedrang kwamen. De verdediging van Infrabel sloot zich aan bij dat standpunt. De politierechtbank besloot om dit mee te nemen in haar beraad over de hele zaak. Daarnaast werd op verzoek van alle partijen beslist om de getuigenissen van de tien experten te horen op 19 februari. De pleidooien zouden pas in september 2019 plaatsvinden.

#### Eerste verhoor experten op 19 februari 2019
Op 19 februari getuigden de experten voor de politierechtbank. Zij vertelden dat er sprake was van een gedeelde verantwoordelijkheid: de treinbestuurder had volgens hen een rood licht genegeerd en de NMBS en Infrabel zouden de veiligheidsvoorschriften niet hebben nageleefd. Verschillende veiligheidssystemen die de ramp hadden kunnen vermijden, zouden ook niet gewerkt hebben. De experten verklaarden daarnaast dat ze sabotage hadden uitgesloten omdat daar geen aanwijzingen voor waren. Zo bleek het volgens testen onwaarschijnlijk dat het seinlicht zelf gemanipuleerd was, en waren er bovendien ook geen sporen van inbraak of sabotage (zelfs geen voetsporen in de sneeuw) aangetroffen bij het seinhuis. Daarom wees volgens de experten alles erop dat de seinlichten correct werkten en de treinbestuurder een rood seinlicht had moeten zien. Op een vraag van de verdediging van de treinbestuurder over een groen licht dat te zien is op een televisiereportage van de ramp, reageerde een van de experten dat die daarop niet zomaar een antwoord kon geven zonder verdere informatie.

#### Tweede verhoor experten op 26 februari 2019
Tijdens een tweede verhoor van de experten op 26 februari brachten deze meer duidelijkheid over het sein dat op groen stond in het televisieverslag. Volgens hen had het beeld niets te maken met het ongeval. Zij verklaarden dat op de dag van dat verslag (namelijk 20 februari 2010) de plaats net was vrijgegeven door de onderzoeksrechter, waarna Infrabel opruimwerkzaamheden liet uitvoeren 's voormiddags. Voor die werken werd het sein op groen gezet; volgens het registratietoestel van het bewuste sein heeft het toen namelijk om 10:02 uur enkele minuten op groen gestaan. Volgens de experten moet het beeld toen toevallig zijn opgenomen. De experten voegden daaraan toe dat datzelfde registratietoestel op het moment van het ongeval een rood sein had geregistreerd. Zij bleven bij het standpunt dat er geen enkele technische indicatie was dat het sein op groen stond op het moment van het ongeval. De advocaten van Infrabel brachten ook een proces-verbaal naar voor waarin het op groen zetten van het sein door Infrabel toen genoteerd staat.

#### Verdere verloop
Na het tweede verhoor van de experten kregen de verschillende partijen enkele maanden de tijd om hun conclusies uit te wisselen. Het aanvangen van de pleidooien was voorzien voor 16 september 2019, en het uiteindelijke vonnis voor aan het einde van 2019.

#### Vonnis
Op 3 december 2019 verklaarde de rechtbank de NMBS, spoorwegbeheerder Infrabel én de bestuurder van de trein uit Leuven schuldig. Motivatie van de rechtbank: 
- Treinbestuurder: De rechtbank achtte bewezen dat hij voorbij een rood sein was gereden.
- NMBS: De locomotief was uitgerust met een verouderd, archaïsch veiligheidssysteem, dat niet meer voldeed aan de wettelijke vereisten.
- Infrabel: Zij hadden het AVG-communicatiesysteem, dat had kunnen bijdragen tot de veiligheid, weggehaald in het station van Halle.

De hoogste verantwoordelijkheid voor de treinramp werd bij de NMBS gelegd, die een boete van 550.000 euro kreeg. Infrabel kreeg dezelfde boete, waarvan de helft met uitstel. De treinbestuurder kreeg geen straf. Het openbaar ministerie vroeg initieel drie jaar cel voor hem, maar veranderde tijdens het proces de eis naar schuldig zonder straf. De aanklager pleitte dat de bestuurder de laatste en minste schakel in de ketting van gedeelde verantwoordelijkheid was.

## Beroepsproces voor correctionele rechtbank
De NMBS en de treinbestuurder accepteerden het vonnis, maar Infrabel ging in beroep. Niet vanwege de boete, maar wel omdat zij het oneens waren met de motivatie van het vonnis. In november 2020 ging het proces van start voor de correctionele rechtbank in Brussel. Op 29 januari 2021 werd Infrabel nogmaals schuldig verklaard voor niet afdoende veiligheidsmaatregelen. De boete werd verlaagd naar 330.000 euro, waarvan de helft met uitstel, omdat de rechtbank erkende dat de spoorwegbeheerder de laatste jaren inspanningen had gedaan om de veiligheid op de spoorwegen te verbeteren.
Alle nabestaanden van de slachtoffers ontvingen een schadevergoeding.

## Versnelde uitrol van TBL 1+
Na het ongeval planden Infrabel en de NMBS een versnelde uitrol van het TBL 1+-systeem op niveau van het rollend materieel (1.021 locomotieven en motorstellen) tegen eind 2013 en op niveau van de spoorinfrastructuur tegen eind 2015. Tegen eind 2012 wou Infrabel al 4.200 seinen uitgerust hebben met het systeem, in vergelijking met slechts 650 seinen begin 2010. In juli 2011 was al 52% van de locomotieven en motorstellen uitgerust met TBL 1+, in vergelijking met slechts 2,5% begin 2010.
Wel moet opgemerkt worden dat TBL 1+ enkel voorzien werd voor seinen op risicovolle spoorknooppunten (op plaatsen waar er kans is op een ongeval bij het voorbijrijden van een rood sein, zoals bijvoorbeeld bij wissels). Het aantal seinen op risicopunten bedraagt ongeveer 70% van de meer dan 10.000 seinen in België. Seinen die niet met TBL 1+ uitgerust werden, bevinden zich bijvoorbeeld op goederenlijnen.
In september 2014 was al het rollend materieel zoals gepland uitgerust met TBL 1+, en had Infrabel het systeem ook geïnstalleerd op 93% van de seinen op risicopunten. Infrabel voorzag zoals gepland dat 99,9% van de seinen op risicopunten (7.573 seinen) tegen eind 2015 van het TBL 1+-systeem voorzien zouden zijn.
Internationale treinen (zoals de Beneluxtrein) kregen echter een uitzondering op de verplichting om TBL 1+ te installeren. Deze uitzondering werd uiteindelijk opgeheven, en in november 2016 werd de laatste van deze treinen eveneens voorzien van TBL 1+. Tegen eind 2016 hadden ook vrachtvervoerders zoals B-Logistics al hun treinen uitgerust met TBL 1+. Sinds december 2016 is het verboden om met een trein zonder TBL 1+ op het Belgische spoorwegnet te rijden.